# Raúl Doblas
Raúl Doblas ( Buenos Aires, Argentina, 14 de abril de 1898 – ibídem, 4 de septiembre de 1965 ) cuyo nombre completo era Raúl Pedro del Corazón Doblas fue un letrista, director de teatro y comediógrafo.

## Actividad profesional

### Comediógrafo
Escribió obras que en su momento tuvieron repercusión, como Desde Boedo y viento en popa, el tango se fue pa' Europa; Los dopados; El crimen del Palais Royal; Hola Señorita; Mi Titina es muy sensual; Mulata; La rebelión de los fenómenos; Y tenía un lunar y La yegüecita. A ellas se agregó Los Genoveses somos así o Noiatri zeneixi semmo coscì, escrita con Alberto Weisbach y la más exitosa, que estrenara la compañía de Luis Arata inaugurando la temporada de 1924 del Teatro Liceo, que alcanzó centenares de representaciones.
Con Mario J. Bellini y César A. Bourel  escribió varias revistas que dirigió y representó en el Teatro Florida, tales como Las alegres hijas del placer, Aquí está el mejor pan dulce, El arte del desnudo, La hora del placer, Eva desnuda, ¿Están desnudas?, La hora sensual, Milonguita en el Florida, Mignón, ¿Por qué no te desnudás?, Quitate la camisa, La revista picaresca, Sacate la camisa, Quevedo en el Florida, Un blanco cuerpo desnudo, La Virgen del Ba-Ta-Clán y Las Vírgenes del Florida.

### Letrista
Cob Weisbach escribió el shimmy “Hola señorita” con música de Antonio De Bassi que fue cantado por primera vez por Juan Carlos Marambio Catán en la revista ¿A París?... ¡Te lo regalo! de Doblas y Weisbach, que estrenó en el Teatro Buenos Aires el 7 de marzo de 1925 la compañía Muiño-Alippi.
Cuando Doblas y Weisbach escribieron su obra teatral Los dopados que se estrenó el 4 de mayo de 1922 en el teatro Porteño de la ciudad de Buenos Aires cuando incluyeron un tango compuesto por Juan Carlos Cobián que inicialmente se llamó Clarita. No tenía letra, que fue agregada por ellos y a partir de allí pasó a llamarse igual que la obra y con ese nombre fue grabado el 13 de enero de 1924 con la voz de Roberto Díaz acompañado en el piano por el propio Cobián y Agesilao Ferrazano en violín para el sello Victor y también por Osvaldo Fresedo en forma instrumental para el mismo sello el 20 de mayo de 1922. La letra de comenzaba:
Pobre piba, entre dos copas
tus amores han logrado:
triste hazaña de un dopado
que hoy festeja el cabaret.
Más adelante Aníbal Troilo que, al parecer, conocía la grabación de Fresedo pero ignoraba que ya había una letra, le pidió otra a Enrique Cadícamo y con la misma y el nuevo nombre de Los mareados lo grabó para el sello Víctor con la voz de Francisco Fiorentino el 15 de junio de 1942. La censura provocó otro cambio de letra y de nombre, que pasa a ser En mi pasado pero luego de unos años vuelve a llamarse Los mareados y  finalmente prevalecieron este nombre y la letra de Enrique Cadícamo.